# Maho Aikawa
Maho Aikawa (n. 26 martie 1999, Prefectura Kanagawa, Japonia) este un fost idol japonez.Ea a devenit membru în Hello! Pro Kenshuusei în 2014, a venit în Angerme pe 4 octombrie cu Mizuki Murota și Rikako Sasaki.

## Profil
- Nume:Maho Aikawa
- Nickname:Aiai
- Data nașterii:26 martie 1999
- Locul nașterii:Kanagawa, Japonia
- Înălțime:163cm
- Specialitatea:balet clasic
- Culoarea preferata:galben, roz

## Triva
- Semnul ei astrologic este Berbec.
- Sportul favorit este baletul clasic.

## Filmografie
- The Girls Live
- Hello! Station
- Kurukuru to Shi to Shitto
- Mode

## Trupe
- Angerme
- Hello! Pro Kenshuusei

## Vezi și
- Angerme
- Mizuki Murota
- Rikako Sasaki